# Philibertiella ditrichoidea
Philibertiella ditrichoidea là một loài rêu trong họ Ditrichaceae. Loài này được Cardot mô tả khoa học đầu tiên năm 1914.